# Max Benitz
Max Benitz (Londra, 14 marzo 1985) è un attore britannico noto al grande pubblico per aver interpretato il ruolo del giovane ufficiale Peter Myles Calamy  nel film Master & Commander - Sfida ai confini del mare (2003).

## Biografia
Nato a Londra, ha frequentato la Harrow School dal 1998 al 2003, e ha poi proseguito gli studi all'Università di Edimburgo. La sua occasione nel mondo del cinema arriva nel 2003 quando Peter Weir gli affida il ruolo dell'ufficiale Calamy in Master & Commander - Sfida ai confini del mare. Nel 2005 Benitz ha recitato una parte nel film TV Tom Brown's Schooldays e nel 2006 ha interpretato il personaggio di James Horrogate nella serie televisiva Trial & Retribution.

## Vita privata
Nel 2015 ha avuto un figlio dall'attrice Olga Kurylenko.

## Filmografia
- Master & Commander - Sfida ai confini del mare (Master and Commander: The Far Side of the World) (2003)
- Tom Brown's Schooldays, regia di David Moore - film TV (2005)
- Trial & Retribution - serie TV, 2 episodi (2006-2007)
- The Water Diviner, regia di Russell Crowe (2014)
- Mara, regia di Clive Tonge (2018)